# Stadion Thamir
Stadion Thamir je višenamjenski stadion koji se nalazi u kuvajtskom okrugu Salmiyji (12 km jugoistočno od Kuwait Cityja) te je dom istoimenog prvoligaša Al Salmiyje. Otvoren je 2004. godine te ima kapacitet 16.105 mjesta.

## Vanjske poveznice
- Transfermarkt.com - Thamir Stadium  Arhivirana inačica izvorne stranice od 22. veljače 2014. (Wayback Machine)